# Styracocephalus

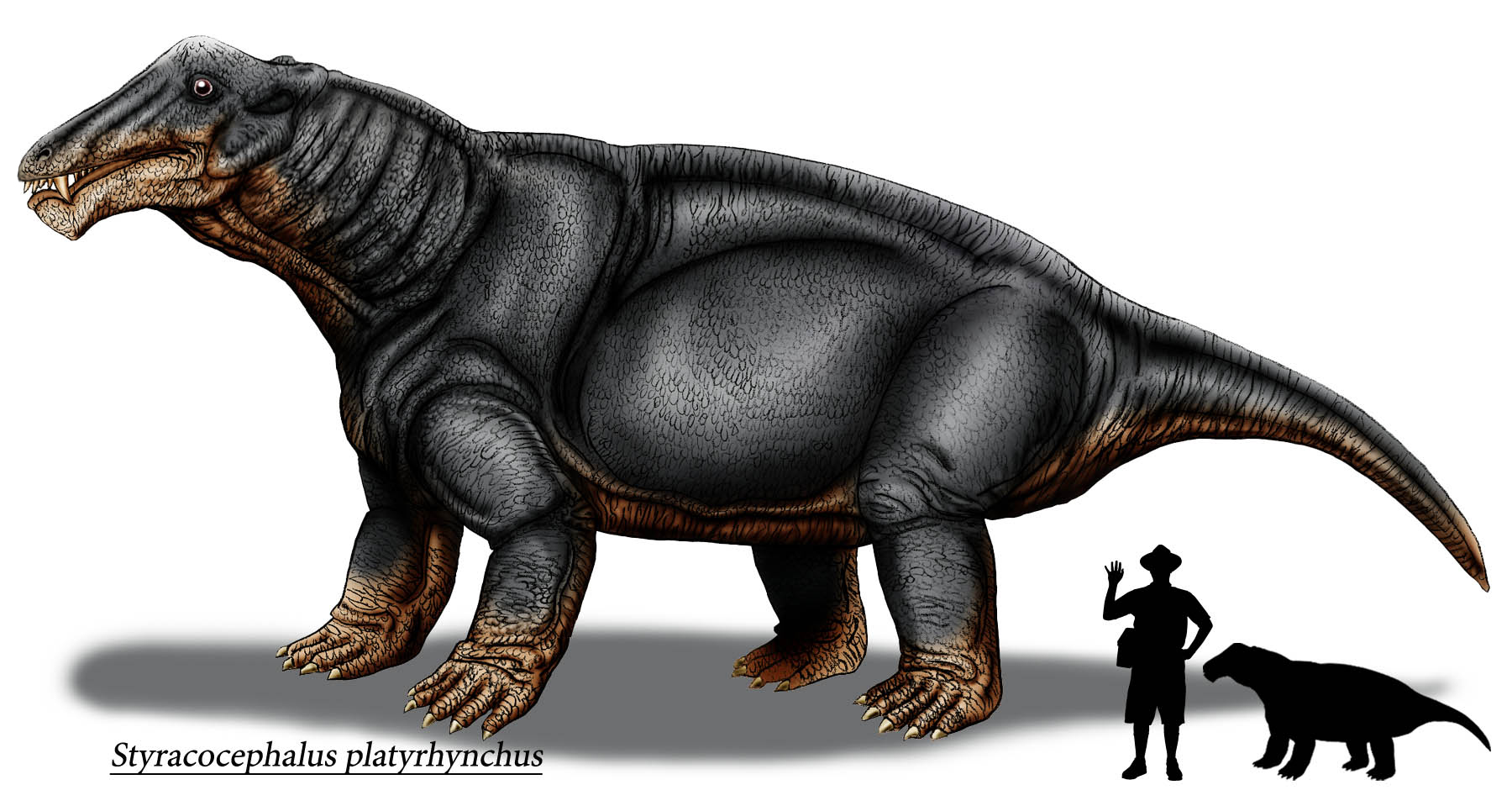
Styracocephalus

Styracocephalus és un gènere extint de teràpsid dinocèfal.